# Krščansko socialna unija (Slovenija)
Krščansko socialna unija (kratica KSU) je politična stranka iz Slovenije, ki je bila ustanovljena 25. april 1995 v Ljubljani.